# Північна Корея на зимових Олімпійських іграх 2006
Корейську Народну Демократичну Республіку на зимових Олімпійських іграх 2006 представляли 6 спортсменів в 2 видах спорту: фігурному катанні і шорт-треку. Хан Йонг-ін (англ. Han Jong-in) — фігурне катання, Кім Йонг-сук (англ. Kim Yong-suk) — фігурне катання, Джонг Хьонг-хьок (англ. Jong Yong-hyok) і Пхьо Йонг-мьоунг — парне фігурне катання. Рі Хянг-мі і Йонг Сук Юн — шорт-трек. Збірна не завоювала жодної медалі.

## Фігурне катання
Спортивна пара Джонг Хьонг-хьок і Пхьо Йонг-мьоунг відмовилась від виступу в довільній програмі після того, як Пхьо отримала травму, вдарившись об борт під час тренування.
| Спортсмен(ка)                     | Дисципліна     | ОТ   | ОТ    | КП/ОТ | КП/ОТ | ВК/ДТ       | ВК/ДТ       | Загалом     | Загалом     |
| Спортсмен(ка)                     | Дисципліна     | Очки | Місце | очки  | місце | Очки        | Місце       | Очки        | Місце       |
| --------------------------------- | -------------- | ---- | ----- | ----- | ----- | ----------- | ----------- | ----------- | ----------- |
| Хан Йонг-ін                       | Чоловіки       | n/a  | n/a   | 42.11 | 30    | Не пройшов  | Не пройшов  | Не пройшов  | 30          |
| Кім Йонг-сук                      | Жінки          | n/a  | n/a   | 39.16 | 27    | Не пройшла  | Не пройшла  | Не пройшла  | 27          |
| Джонг Хьонг-хьок Пхьо Йонг-мьоунг | Спортивні пари | n/a  | n/a   | 33.63 | 20    | Відмовились | Відмовились | Відмовились | Відмовились |

Легенда: ОТ = Обов'язковий танець, ДТ = Довільний танець, ВК = Вільне катання, ОТ = Оригінальний танець, КП = Коротка програма

## Шорт-трек
| Спортсменка | Дисципліна          | Попередній заїзд | Попередній заїзд | Чвертьфінал     | Чвертьфінал     | Півфінал        | Півфінал        | Фінал           | Фінал           |
| Спортсменка | Дисципліна          | Час              | Місце            | Час             | Місце           | Час             | Місце           | Час             | Місце           |
| ----------- | ------------------- | ---------------- | ---------------- | --------------- | --------------- | --------------- | --------------- | --------------- | --------------- |
| Рі Хянг-мі  | 500 метрів (жінки)  | Дисквалфікована  | Дисквалфікована  | Дисквалфікована | Дисквалфікована | Дисквалфікована | Дисквалфікована | Дисквалфікована | Дисквалфікована |
| Рі Хянг-мі  | 1000 метрів (жінки) | 1:34.360         | 3                | Не пройшла      | Не пройшла      | Не пройшла      | Не пройшла      | Не пройшла      | 15              |
| Йонг Сук Юн | 500 метрів (жінки)  | 46.177           | 3                | Не пройшла      | Не пройшла      | Не пройшла      | Не пройшла      | Не пройшла      | 16              |